# Hannes Vogel
Hannes Vogel, Taufname Johann Anton Vogel (* 31. Mai 1938 in Chur; † 21. Mai 2023 in Maienfeld), war ein Schweizer Objekt- und Videokünstler sowie Maler. Er war ein Pionier der Schweizer Videokunst.

## Leben und Werk

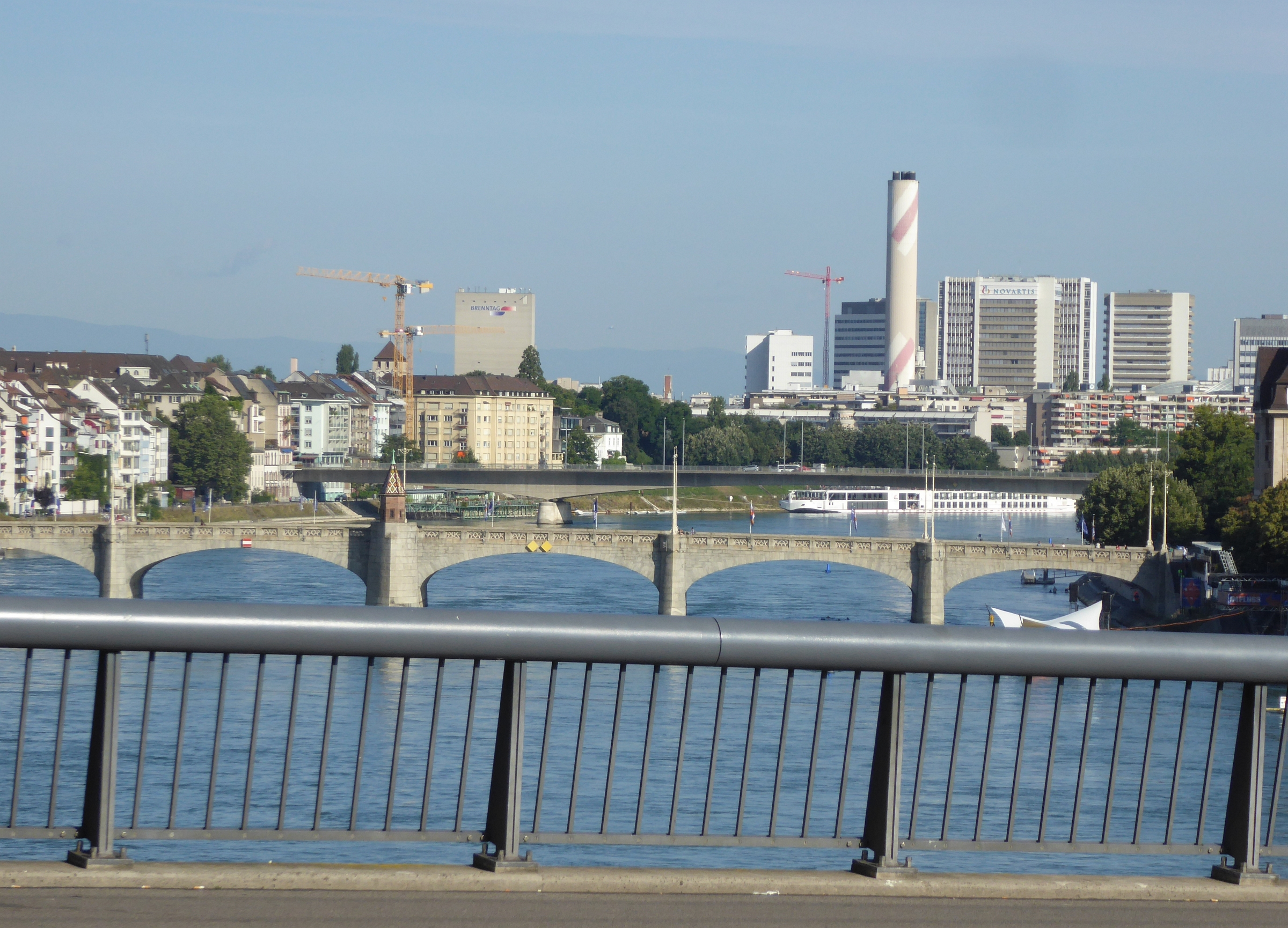
Wegzeichen. Fernheizkraftwerk, Hochkamin Volta 1, Basel.

Hannes Vogel absolvierte von 1954 bis 1958 eine Grafikerlehre. Daneben belegte er Kurse an der Kunstgewerbeschule Zürich. Ab 1959 lebte er in Basel und besuchte die Académie Julian in Paris. 1966 heiratete er die Möbeldesignerin und Innenarchitektin Petruschka Vogel (Taufname Elsbeth Öhl) (1943–2019).
Hannes Vogel schuf 1976 seinen ersten Film Raum. 1977 folgte Superman und 1980 Die Mauer. Sein erstes Videotape VIDEO folgte 1977. 1978 stellte er seine erste Videoinstallation Informationen zur Präsenz einer Fläche im Kunstmuseum Luzern aus. Zusammen mit Gérald Minkoff und Muriel Olesen (Gruppe Video-mixmedia) stellte Vogel an der Art Basel während vieler Jahre seine Installationen aus.
Hannes Vogel erhielt zahlreiche Stipendien und Auszeichnungen. Seine Werke zeigte er in Einzel- und Gruppenausstellungen im In- und Ausland. 1979 gewann er seinen ersten Kunstkredit Basel-Stadt-Wettbewerb. In der Folge gestaltete er zum Thema «Wegzeichen» den Hochkamin des Fernheizkraftwerk Volta in Basel.
Ab 1989 arbeitete er mit Petruschka Vogel zusammen. In der Folge schufen sie zahlreiche Werke für den öffentlichen Raum im In- und Ausland. 1989 erhielten die den Auftrag, den Kamin der Kehrichtverbrennungsanlage im Norden von St. Johann zu gestalten. Seither umrundet der nach Westen laufende Schriftzug «BASEL» den Schlot und weist mit dem «L» zum Münsterhügel.
Das Ehepaar lebte viele Jahre in Mathon und erhielt 2014 den Bündner Kulturpreis.

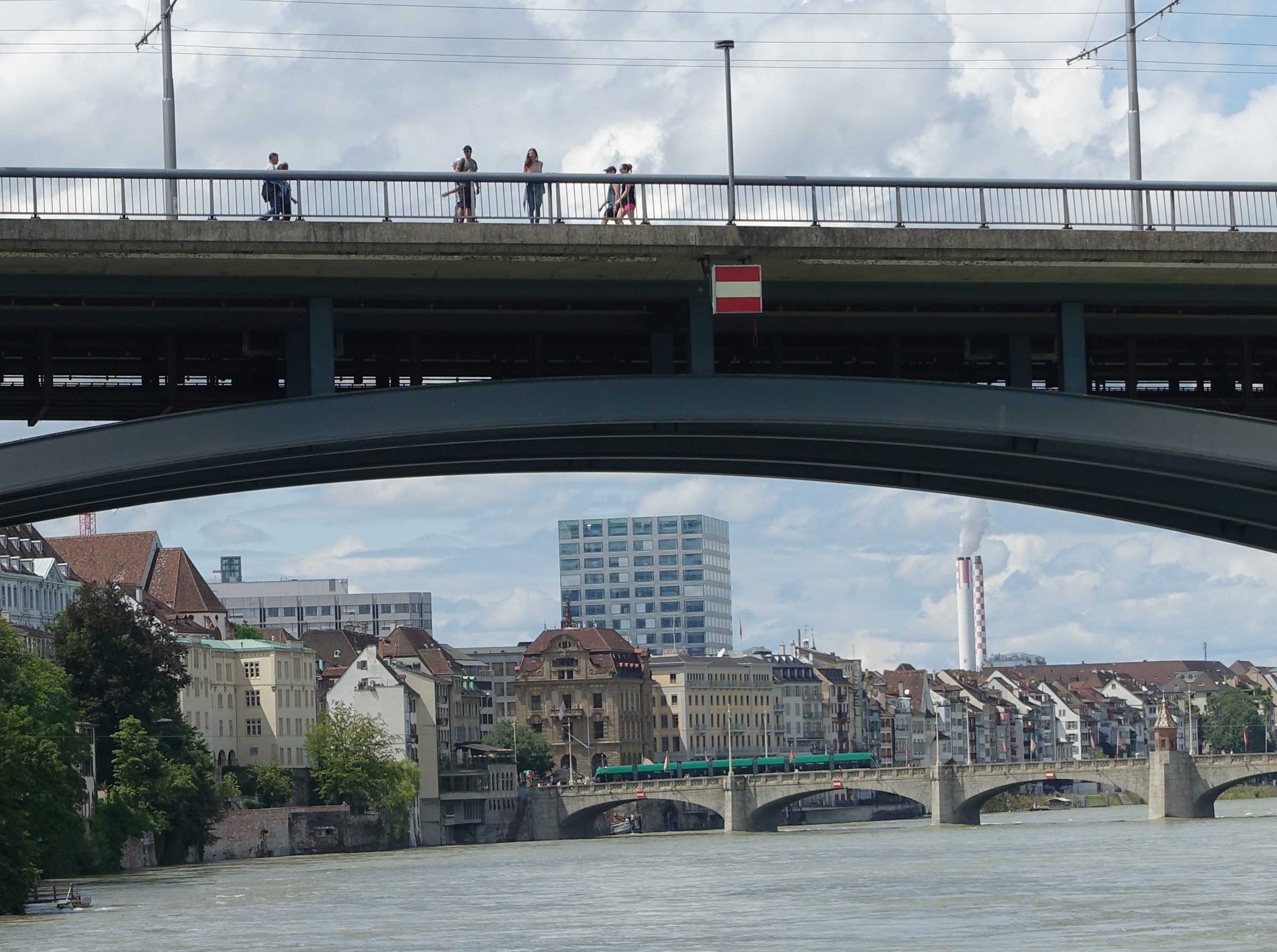
1989. Hochkamin der Kehrichtverbrennungsanlage Basel. Im Vordergrund die Wettsteinbrücke.
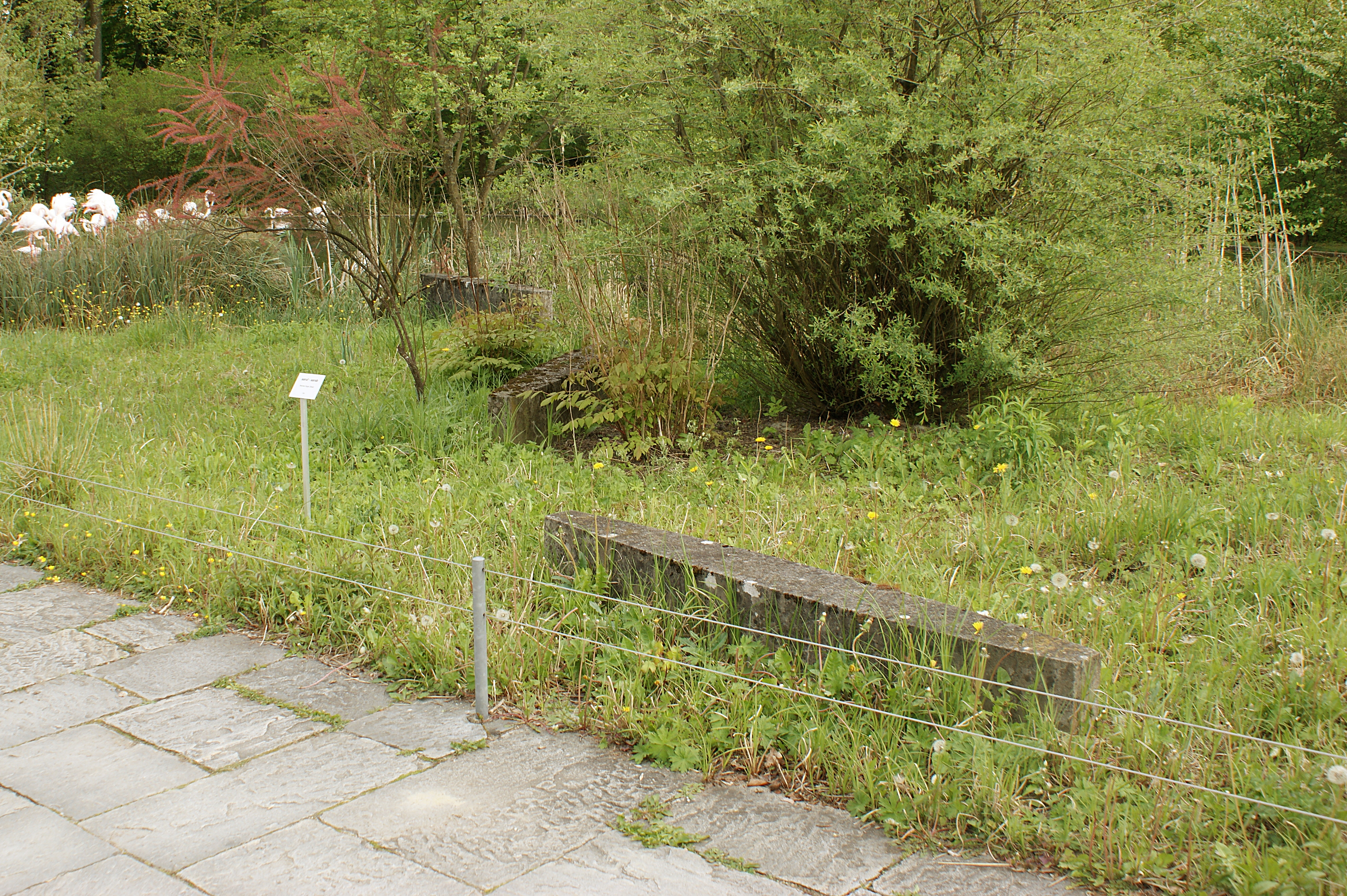
aaruf - aarab. Dreiteilige Betoninstallation. Tierparkweg 3 im Kirchenfeldquartier.